# Hamza al-Isbahani
Hamza al-Isbahani, var en arabisk filolog och historiker av persisk börd, död omkring 966.
De flesta av Hamza al-Isbahanis skrifter var av filologisk art, men den mest känna är hans annaler, Hamzæ Ispahanensis Annalium libri X, utgivna av I. M. E. Gottwald 1844 med latinsk översättning 1848.